# 835 Olivia
Olivia (asteróide 835) é um asteróide da cintura principal com um diâmetro de 35,65 quilómetros, a 2,9276106 UA. Possui uma excentricidade de 0,0921033 e um período orbital de 2 115 dias (5,79 anos).
Olivia tem uma velocidade orbital média de 16,5864833 km/s e uma inclinação de 3,69772º.
Esse asteróide foi descoberto em 23 de Setembro de 1916 por Max Wolf.